# Монте-Видон-Комбатте
Монте-Видон-Комбатте (итал. Monte Vidon Combatte) — коммуна в Италии, располагается в регионе Марке, в провинции Фермо.
Население составляет 482 человека (2008 г.), плотность населения составляет 46 чел./км². Занимает площадь 11 км². Почтовый индекс — 63027. Телефонный код — 0734.
Покровителем коммуны почитается священномученик Власий Севастийский (San Biagio), празднование 3 февраля.

## Демография
Динамика населения:

## Администрация коммуны
- Официальный сайт: https://web.archive.org/web/20100327101131/http://www.provincia.ap.it/Monte_Vidon_Combatte/